# مجنده
مجنده روستایی است که در استان اردبیل، شهرستان اردبیل، بخش مرکزی، دهستان دوجاق(غربی) قرار دارد و روستایی نیز در مشکین شهر همنام با روستای مجنده وجود دارد.شغل اکثر مردم این روستا کشاورزی است.

## جمعیت
بر اساس سرشماری سال ۱۳۸۵ جمعیت این روستا ۱۲۲۱ نفر با ۲۸۹ خانوار بوده‌است.